# Albula koreana
Albula koreana е вид лъчеперка от семейство Albulidae.

## Разпространение
Видът е разпространен в Провинции в КНР, Северна Корея, Тайван и Япония.

## Описание
На дължина достигат до 35 cm.